# Georg Einerdinger
Georg Einerdinger (* 26. April 1941 in Übersee im Chiemgau; † 5. Januar 2015 in Högl, Gemeinde Anger) war ein bayerischer Volksschauspieler und Regisseur.

## Leben und Werk
Georg Einerdinger erlernte den Beruf des Metzgers. Er trat im Überseer Volkstheater auf, wo er bei einer Vorstellung vom Leiter des Chiemgauer Volkstheaters, Georg Rückerl, entdeckt wurde. Einerdinger war ab dem Beginn der 1970er Jahre als Nebendarsteller in vielen TV-Serien zu sehen, darunter Münchner Geschichten, Der Millionenbauer, Tatort, Der Alte, Die Schwarzwaldklinik und Irgendwie und Sowieso. Er wirkte außerdem in mehreren Volksstücken und in der Erotik-Reihe Liebesgrüße aus der Lederhose mit. Einem größeren Publikum wurde er durch seine Rolle als Hausmeister des Polizeipräsidiums in der Löwengrube bekannt. Zu Beginn der 1990er Jahre wirkte er auch im TV-Format Wie bitte?! mit. Daneben fungierte Einerdinger als Hörspielsprecher in der Hörspielversion der populären Reihe Meister Eder und sein Pumuckl.
Ende der 1990er Jahre erlitt Georg Einerdinger einen Schlaganfall. Zuletzt lebte er zurückgezogen mit seiner Lebensgefährtin, die ihn pflegte, in Högl bei Anger. Einerdinger starb am 5. Januar 2015 im Alter von 73 Jahren. Das Requiem und die Beisetzung im Familiengrab fanden am 10. Januar 2015 in der Kirche von Übersee statt.

## Filmografie (Auswahl)
- 1972–1990: Der Komödienstadel:
  - 1972: Mattheis bricht’s Eis
  - 1976: Der bayrische Picasso
  - 1977: Graf Schorschi
  - 1977: St.Pauli in St.Peter
  - 1985: Paraplü und Perpendikel
  - 1986: Glück mit Monika
  - 1986: Das Prämienkind
  - 1987: Doppelselbstmord
  - 1989: Der brave Sünder
  - 1990: Die hölzerne Jungfrau
- 1973: Schloß Hubertus
- 1976: Das Schweigen im Walde
- 1976: Inspektor Clouseau, der „beste“ Mann bei Interpol (The Pink Panther Strikes Again)
- 1977: Liebesgrüße aus der Lederhose 3: Sexexpress aus Oberbayern
- 1977: Die Jugendstreiche des Knaben Karl
- 1978: Liebesgrüße aus der Lederhose 4: Die versaute Hochzeitsnacht
- 1978: Zwischengleis
- 1978: Liebesgrüße aus der Lederhose, 5. Teil: Die Bruchpiloten vom Königssee
- 1979: Der Bürgermeister (1 Folge)
- 1979: Der Ruepp (TV)
- 1979: Tatort – Maria im Elend
- 1979–1986: Polizeiinspektion 1 (TV-Serie, 2 Folgen)
- 1980–1986: Derrick (TV-Serie, 5 Folgen)
- 1981–1984: Der Alte (TV-Serie, 7 Folgen)
- 1981: Tatort – Im Fadenkreuz
- 1982: Liebesgrüße aus der Lederhose 6: Eine Mutter namens Waldemar
- 1982: Tatort – Tod auf dem Rastplatz
- 1987: Tatort – Die Macht des Schicksals
- 1987: Tatort – Wunschlos tot
- 1987: Tatort – Gegenspieler
- 1994: Tatort – … und die Musi spielt dazu
- 1982: Die liebestollen Lederhosen
- 1983: Der Glockenkrieg (TV)
- 1984: Franz Xaver Brunnmayr (7 Folgen)
- 1984–1990: Weißblaue Geschichten (3 Folgen)
- 1985: Big Mäc
- 1986: Irgendwie und Sowieso (Fernsehserie, Folge Nur keine Panik)
- 1987: Hans im Glück
- 1990: Liebesgrüße aus der Lederhose 7: Kokosnüsse und Bananen
- 1990: Das schreckliche Mädchen
- 1991: Lindenstraße
- 1992–1993: Wie bitte?! (Satireshow, mehrere Folgen)
- 1992–1997: Chiemgauer Volkstheater
- 1992: St.Pauli in St.Peter
- 1992: Glück mit Monika
- 1992: Die Schwindelnichte
- 1993: Nix für unguat
- 1993: Der Jäger von Fall
- 1993: Gaunerpech
- 1993: So ein Zirkus
- 1995: Die fünf Karnickel
- 1995 Die drei Eisbären
- 1996: Der Sündenfall
- 1996: Krach um Jolanthe
- 1997: Starker Tobak
- 1996: Der Bulle von Tölz: Tod im Internat
- 2002: Die drei Eisbären (TV)